# Katedralen i Winchester

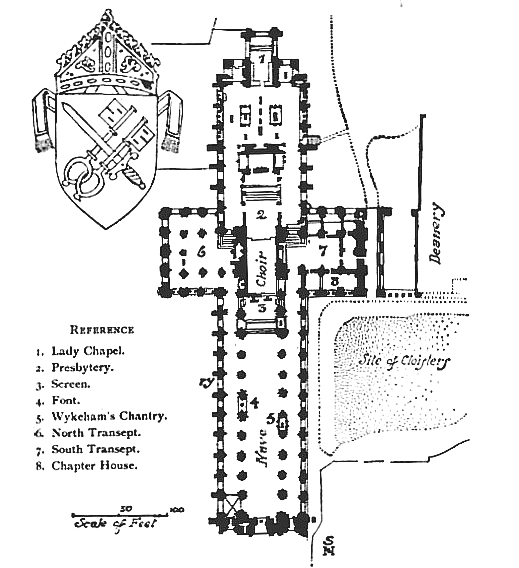
Planritning

Katedralen i Winchester (engelska Winchester Cathedral), som ligger i det engelska grevskapet Hampshire, är en av Englands största katedraler. Kyrkan är säte för biskopen av Winchester i Winchesters stift inom Engelska kyrkan.

## Bakgrund
Den äldsta delen av den nuvarande kyrkobyggnaden är kryptan som är från tidigt 1100-tal. Det kraftiga, fyrkantiga centrala tornet började byggas 1202 och har utan tvivel en normandisk stil. Kyrkan byggdes om under 1300-, 1400- och 1500-talen och restaureringsarbete utfördes 1905–1912 av T.G. Jackson. Katedralen är tillägnad Treenigheten, Petrus och Paulus.
Katedralen är en del av ett tidigare kloster, ursprungligen grundat 642. Katedralklostret som benediktinerna grundat upplöstes 1539. Lådor, äldre än kyrkan själv, som sägs innehålla kvarlevor av saxiska kungar, har funnits där i århundraden. Katedralen innehåller även en helgedom över Sankt Swithun, en 800-talsbiskop, och Alfred den stores begravningsplats. Vilhelm II av England (Vilhelm Erövrarens son) begravdes i katedralen den 11 augusti 1100 efter att ha omkommit i en jaktolycka i närliggande New Forest.
Numera drar domkyrkan till sig många turister på grund av sin koppling till Jane Austen, som dog i staden och är begravd i mittskeppets norra gång. Originalplaketten från 1800-talet ger motvilligt beröm för hennes författarskap, medan en mer beskrivande plakett kring hennes talang senare sattes upp på en näraliggande vägg.
I början av 1900-talet förstärkte dykaren William Walker en del av den sanka grunden, med mer än 25 000 säckar betong, 115 000 betongblock och 900 000 tegelstenar. Han arbetade sex timmar om dagen från 1906 till 1912 i totalt mörker på sex meters djup och hindrade kyrkan från total kollaps. Han belönades med en utmärkelse för sina insatser.
Kryptan, som regelbundet översvämmas, rymmer en staty av Antony Gormley, kallad Sound II, installerad 1986.

## Betydelsefulla händelser som ägt rum i Winchesterkatedralen
- 1043 – Edvard Bekännarens kröning.
- 1045 – Bröllopet mellan Edvard Bekännaren och Edith av Wessex.
- 1068 – Kröningen av Matilda av Flandern till drottning.
- 1172 – Kröningen av Henrik den yngre och hans drottning Marguerite.
- 1194 – Andra kröningen av Rikard I av England.
- 1403 – Bröllopet mellan Henrik IV av England och Johanna av Navarra.
- 1554 – Bröllopet mellan Maria I av England och Filip II av Spanien.

Katedralen i Winchester är möjligen den enda katedral som det finns en poplåt om. Winchester Cathedral var en topp-tio-hit i Storbritannien med The New Vaudeville Band 1966. Även Crosby, Stills & Nashs sång Cathedral handlar om denna domkyrka.